# Берово
Берово (мкд. Берово) је град у Северној Македонији, у источном делу државе. Берово је седиште истоимене општине, као и средиште високопланинске области Малешево.

## Географија
Град Берово је смештено у источном делу Северне Македоније, близу државне границе са Бугарском — 12 km источно од града. Од најближег већег града, Струмице град је удаљен 47 km северно, од Кочана 52 km источно, а од главног града Скопља 161 km источно.
Рељеф: Берово је средиште историјске области Малешево, познате по сточарству и дрводељама. Насеље је положено у тзв. Беровској котлини, на приближно 850 метара надморске висине. Јужно и источно од града издижу се Малешевске планине. Северно се пружа поље.
Клима у Берову је планинска због знатне надморске висине.
Воде: Поред Берова налази се извор реке Брегалнице, који се у овом крају зове Рамна река. Кроз сам град протиче Беровска река, њена прва притока. На удаљености од 7 km од Берова према бугарској граници, у Малешевској планини, на овој речици изграђена је земљана брана и тако добијено вештачко Беровско језеро. Оно служи за осигурање питке воде за оближња насеља Берово, Пехчево и Радовиште.

## Историја
1621-1622. године за Османског царства први пут се спомиње Берово, у Малешевском вилајету као насеље са јеврејским засеоком и укупно 55 џизија хане (кућа за порез, порезних обвезника, домаћинстава).
На почетку 19. века Берово је било село са око двеста кућа и маленом трошном црквицом. Зато су сељани одлучили саградити већу цркву, тако су изградили цркву свете Богородице од 1815. до 1818. године, по нацртима Јоакима Крчовског. Она је касније постала црква манастира „Свети архангел Михаил“, који је од 1848. године женски манастир.
Иако српска народна школа у месту постоји одавно, она са уредном царском дозволом отворена је тек 1892. године. За првог учитеља изабран је у јесен те године Јован Кастратовић родом из Берана. Због великог броја ученика, у почетку су му помагали ту затечени учитељи мештани Васа Поповић и Васа Тренић. Била је то троразредна мушка школа са неколико девојчица. Школу су подржавали и помагали угледни мештани: деда Марко Аксентијевић са синовима Глигором и Илијом, Анђел Пашевић, поп Вељко, те Ристо и Вељко Чучуровић - школски епитроп. Дошао је у село годину дана касније, 22. децембра 1893. године учитељ Спиро Радивојевић са супругом Јеленом такође учитељицом. Дужност су примили јануара 1894. године, у школи која тада већ има четири разреда мушке и два разреда женске школе. Априла 1894. године добила је школа "Русат наме" (царску дозволу), када је донета и школска фирма, да се постави на згради. Нови учитељ Радош Ђоковић родом из Берана стиже септембра 1894. године, а четврти - Младен Димитријевић родом из Призрена, замењује дотадашњег, првог учитеља Кастратовића. Турски језик је од 1895. године предавао хоџа Сали ефендија Бошњак. Уследиле су затим све чешће промене учитељског кадра. У школи су држани свечани годишњи испити о Петровдану, у трајању три-четири дана, а испитивани су ђаци из градива свих предмета. Школска зграда је била старог типа, стара тада 80 година а подигао ју је народ. Усред пространог школског дворишта била је исто такво здање са два спрата. На оба спрата биле су по две учионице, са канцеларијом. У јесен 1895. године замењене су старе школске скамије старе три деценије, а једна стара клупа служила је као табла. Поступак рада са њом је био оригиналан: по њој је посипан песак па би се по том песку штапићем писало, по потреби. Учитељски српски кадар у Берову чинили су 1899. године: учитељица у женској школи Живка Бабовић, учитељи Младен Димитријевић и Василије Ђорђевић док је управитељ школе био Новица Бабовић.
Прошлошћу православне цркве у Берову бавио се крајем 19. века месни српски учитељ Спиро Радивојевић. После беспрекорно проведених четири године на раду у беровској српској школи, када је одлазио 1897. године оставио је школи дар. Школској књижници коју је он оформио, оставио је 40 књига, а школи нека наставна средства, попут "планиглоба".
Црква посвећена Св. Арханђелу (из 1818) налазила се "у горњем делу села" и била је (1897) у добром стању, покривена црепом. Била је иста дуго до прозора укопана у земљу, па је склањањем земље - "откопана", а око ње показало се старо гробље. Ту су се и крајем 19. века још "богатији" сахрањивали. Лево од цркве у порти био је сепаратна звонара са два звона. У порти је 1897. године био женски манастир са конацима. Иза постојеће цркве налазили су се поред древног бреста темељи некадашње цркве посвећене Св. Ђорђу. То је остало црквиште, на које народ долази о Ђурђевдану. Око 1875. године срушени су преостали зидови Ђурђевског храма јер су угрожавали темеље новије цркве. Постојало је у околини Берова још неколико црквишта. Тако на излазу на путу за Пешчево јавља се "Тодорова црква" хумка са каменим крстом. На том месту је пронађена током копања икона Богородице, као остатак старе цркве њој посвећене. Од проналаска те иконе место почиње да слави "Св. Богородицу Балаклију" - у петак после Ускрса. Црквиште звано "Милина" налазило се ван места у Стојмирском риту, поред старог бреста. Име носи по ктиторском роду старе цркве, која је ту некад постојала. Преко реке се налази у горњем крају места црквиште "Дујовска" (духовска) у истоименој махали. Име је добила по неком исповеднику који је ту пребивао некада. Постоји ту 1897. године мала зграда са извором унутра испод Богородичине иконе. Место је служило за лечење болесника који су ту долазили и прали се изворском водом. Ван насеља се јавља и црквиште названо по Св. пророку Илији.
У селу Разловцима поред Берова, избио је 1876. године Разловачки устанак устанак словенског живља против Османског царства. На челу устаника био је Димитар Поп-Георгијев Беровски из Берова. У Берову је рођен Деда Иљо војвода (1805—1898), хајдук, револуционар и национални јунак.
По статистици секретара Бугарске егзархије, 1905. године у Берову је живело 1.840 Словена, верника Бугарске егзархије и 1.184 Срба, верника Цариградске патријаршије, а поред њих и 600 муслимана. У том, отоманском раздобљу, у Берову су радиле две српске и једна бугарска школа.
Након смрти последњег а јединог српског православног свештеника, митрополијског намесника поп Дракаловића, Срби су остали без јаког ослонца. Али ствар је кренула на боље, кад је ту прво 1906. године намештен за пароха јеромонах Леонид Лергић, а затим и поп Младен Димитријевић. Светосавска прослава је ипак те 1906. године одржана у цркви и школи. Учитељ Спиро Раденовић је беседио у школи.

## Становништво
Берово је према последњем попису из 2021. године имало 5.850 становника.
| Национални састав према попису из 2021.‍ | Национални састав према попису из 2021.‍ | Национални састав према попису из 2021.‍ | Национални састав према попису из 2021.‍ | Национални састав према попису из 2021.‍ |
| --------------------------------------- | --------------------------------------- | --------------------------------------- | --------------------------------------- | --------------------------------------- |
|                                         |                                         |                                         |                                         |                                         |
| Македонци                               | Македонци                               |                                         | 5.198                                   | 88,8%                                   |
| Роми                                    | Роми                                    |                                         | 339                                     | 5,8%                                    |
| Турци                                   | Турци                                   |                                         | 60                                      | 1%                                      |
| непописани                              | непописани                              |                                         | 195                                     | 3,3%                                    |

Већинска вероисповест становништва је православље.

## Привреда
Малешевски крај је традиционално познат ратарски (планински кромпир) и сточарски крај (овце).
У Берову од индустријских предузећа раде фабрика самољепљивих трака „Белема“, конфекција „Датекс“ и рудник угља „Брик“.